# 미미스 도마조스
디미트리오스 "미미스" 도마조스(그리스어: Δημήτρης "Μίμης" Δομάζος, 1942년 1월 22일~2025년 1월 24일)는 은퇴한 그리스의 축구 선수이다. 그는 별칭 "장군" (ο Στρατηγός)으로 잘 알려져 있다.
미미스 도마조스는 그리스가 배출한 가장 위대한 축구 선수들 중 한명으로 손꼽힌다. 그는 우수한 드리블, 창의적인 패스, 특히 롱패스에서의 정확함, 그리고 리더쉽으로 명성을 얻었다. 그는 파나티나이코스의 주장으로 15년간 활약했다. 그가 1980년에 은퇴한 후, 도마조스는 21년을 현역으로 보내 그리스 축구 역사상 최장 기간 활동 선수로 기록되었다.

## 선수 경력
도마조스는 1942년 1월 22일, 아포스톨로스 니콜랑디스 경기장에서 얼마 안떨어진 아테네 암펠로키포이에서 출생했고, 13세의 나이에 지역 팀이자 경기장이 아포스톨로스 니콜라이디스 경기장을 가로질러 위치한 아미나 암펠로키폰에서 축구를 시작하였다.
파나티나이코스 스카우터는 그의 재능을 알아보고 프로 계약을 제의하였다. 도마조스는 자신이 좋아하는 팀에서 활약할 기회를 놓치지 않았고, 1959년 (알파 에트니키가 출범한 해) 에 17세의 나이에 파나티나이코스에 입단했다. 그는 훗날 파나티나이코스와 그리스 축구의 살아있는 산실이 되었다.
그는 파나티나이코스 소속으로 1971 유러피언컵 결승전에 참가했다.
1979년, 파나티나이코스에서 20년을 보내다 감독과의 불화로 AEK로 1년간 이적했었다. 그는 1980년 요르고스 바르디노얀니스 신임 회장이 화려한 경력을 자신이 애정을 가진 클럽에서 마무리할 것을 부탁함으로써 파나티나이코스에 복귀했다.

## 수상
파나티나이코스
- 알파 에트니키: 1959-60, 1960-61, 1961-62, 1963-64, 1964-65, 1968-69, 1969-70, 1971-72, 1976-77
- 그리스 컵: 1966-67, 1971-72, 1976-77
- 그리스 슈퍼컵: 1970
- 발칸컵: 1977

AEK
- 알파 에트니키: 1978-79

## 통계

### 국가대표팀 경력
- 그의 국가대표팀 첫 경기는 1959년 12월 2일, 아포스톨로스 니콜라이디스 경기장에서 열린 덴마크전 (그리스가 1-3으로 패했다)이며, 마지막 경기는 1980년 11월 11일, 같은 경기장에서 열린 오스트레일리아전 (3-3 무승부) 이었다.[1][2]
- 그는 1970년부터 1980년까지 국가대표팀 주장을 역임했다.
- 그는 국가대표팀 경기에 50번 출전해 4골을 넣었다.[1][3]

### 기타 기록
- 미미스 도마조스는 536번의 공식 경기 (파나티나이코스에서 502번, AEK에서 34번) 에 출전해 최다 출전 기록을 가지고 있다.[3]
- 그는 현역 시절 139골 (파나티나이코스에서 134골, AEK에서 5골) 을 집어넣었다.[2]
  - 124 필드골
  - 직접 프리킥 7골
  - 2 헤딩골
  - 페널티킥 6골
- 그는 1970-71 시즌 최다 득점 3위 (21골)였고, 1961-62 시즌 최다 득점 4위 (16골)였다.

## 사생활
도마조스는 1967년에 인기 가수 비키 모스홀리우와 결혼했다. 슬하에 2녀를 두고 있다. 은퇴 이후 그는 사업가로 전향했으며, 그리스 스포츠 신문에 자주 사설 칼럼을 기재한다. 그는 5인 축구 체인 구단을 운영한다. 그의 조카 흐리스토스 도마조스 (1991년 5월 12일생)는 현재 디비전 C의 렌티모 소속이다.

## 트리비아
도마조스는 2004년 하계 올림픽 개막식에서 최종 성화 주자였다.